# Barreales (Chihuahua)
Barreales es una población del estado mexicano de Chihuahua, forma parte del municipio de Guadalupe y se encuentra ubicado en el denominado Valle de Juárez a unos 80 kilómetros al sureste de Ciudad Juárez.
Barreales se localiza en las coordenadas geográficas 31°23′53″N 106°08′21″O / 31.39806, -106.13917 y a una altitud de 1,110 metros sobre el nivel del mar, de acuerdo con los resultados del censo de población y vivienda de 2010 realizado por el Instituto Nacional de Estadística y Geografía, tiene una población total de 298 habitantes, siendo estos 142 hombres y 156 mujeres. Barreales es por tanto la cuarta localidad más poblada del municipio de Guadalupe.
Barreales se encuentra a unos 80 kilómetros al sureste de Ciudad Juárez, población con la que se comunica por la Carretera Federal 2, principal vía de comunicación de la localidad, además se encuentra a uno cinco kilómetros al noroeste de la cabecera municipal, Guadalupe y a dos kilómetros del río Bravo y la Frontera entre Estados Unidos y México. La principal actividad económica de Barreales es la agricultura, sin embargo, es mayormente conocida por las actividades ilícitas relacionadas al narcotráfico, que le dieron notoriedad cuando un comando armado incendió varias casas de la población el 30 de septiembre de 2008.